# Belize (Angola)
Belize ist eine Kleinstadt im Norden der angolanischen Exklave Cabinda.

## Verwaltung
Belize ist Sitz eines gleichnamigen Kreises (Município) in der angolanischen Provinz Cabinda. Der Kreis umfasst 1600 km² und hat etwa 18.000 Einwohner (Schätzung 2011). Die Volkszählung 2014 soll fortan für gesicherte Bevölkerungszahlen sorgen.
Im Norden und Osten grenzt der Kreis an die Republik Kongo, im Süden an die Demokratische Republik Kongo und im Südwesten an den Kreis Buco-Zau.
Drei Gemeinden (Comunas) bilden den Kreis Belize:
- Belize
- Luali
- Miconje